# 沙东桌游
《沙东桌游》是中国大陆一款由陈高远（陈高远狠活工作室）创作，以酒桌文化为主题的桌上遊戲。遊戲名稱中的「沙東」是大陸網友對山东省的戲稱。游戏原本只是作者在大一時的課程作业，後经众筹，于2022年面向公众发售，预售销量为2578套。在游戏中，玩家被分为「宾」「陪」两个阵营中地位不同的角色，依卡牌规定的敬酒、挡酒等动作博弈，在规定时间内喝酒较少的阵营获胜。